# Jean Fleury (ou Florin)
Pour les articles homonymes, voir Jean Fleury (homonymie) et Fleury.
Jean Fleury (ou Florin), né à Honfleur, et mort en 1527, est un marin et corsaire dieppois. Capitaine honfleurais au service du dieppois Jehan Ango, il devint le cauchemar des royaumes portugais et espagnols au point que l'empereur Charles Quint mit sa tête à prix[réf. souhaitée].

## Biographie
Naviguant pour l'armateur dieppois Jehan Ango, il est connu pour avoir volé en 1522, le somptueux trésor de Moctezuma, empereur aztèque, que Cortès envoyait du Mexique, entassé dans deux caravelles.
Ce trésor comprenait également le rapport de Cortès sur sa conquête, et surtout les cartes des pilotes espagnols, ce qui permit de futures expéditions dans la mer des Antilles. 
Ce fut la première attaque connue de piraterie contre les Espagnols et cela encouragea les corsaires français, les gueux de la mer hollandais et les chiens de mer anglais à attaquer les bateaux espagnols dans les Caraïbes.
Il fut pendu par l'Espagne à Tolède en 1527. On attribue parfois sa mort à Giovanni da Verrazzano. Cette version des faits fut réfutée par Prospero Peragallo en 1897-1900.

### Biographie
- Paul Louis Jacques Gaffarel, Le corsaire Jean Fleury, Rouen, Impr. E. Cagniard (Léon Gy, successeur), 1902, 26 p. (OCLC 24117277)
- Philippe Hrodej,Gilbert Buti, Dictionnaire des corsaires et des pirates, CNRS éditions, Paris, 2013,  (ISBN 978-2-271-08060-8) ; 990p.